# عمر بریزیکی
عمر بریزیکی (انگلیسی: Omer Beriziky؛ زادهٔ ۹ سپتامبر ۱۹۵۰) یک سیاست‌مدار اهل ماداگاسکار است. وی از نوامبر ۲۰۱۱ تا آوریل ۲۰۱۴ نخست‌وزیر این کشور بود.